# 34.788%... Complete
 (janvier 2017).
Si vous disposez d'ouvrages ou d'articles de référence ou si vous connaissez des sites web de qualité traitant du thème abordé ici, merci de compléter l'article en donnant les références utiles à sa vérifiabilité et en les liant à la section « Notes et références ».
Albums de My Dying Bride
Like Gods of the Sun
(1996) The Light at the End of the World
(1999)
34.788%…Complete est le cinquième album studio du groupe de doom metal/metal gothique britannique My Dying Bride, sorti en 1998.
Il se démarque du reste de la discographie du groupe par son caractère plus expérimental.

## Liste des titres
Liste des titres :
| 1.    | The Whore, the Cook and the Mother  | 11:59 |
| 2.    | The Stance of evander sinque        | 5:32  |
| 3.    | Der Überlebende                     | 7:38  |
| 4.    | Heroin Chic                         | 8:04  |
| 5.    | Apocalypse Woman                    | 7:38  |
| 6.    | Base Level Erotica                  | 9:54  |
| 7.    | Under your wings and into your arms | 5:58  |
| 56:42 |                                     |       |

| 8. | Follower | 5:14 |

## Composition du groupe
- Aaron Stainthorpe : chant
- Andrew Craighan (en) : guitare
- Calvin Robertshaw (en) : guitare
- Adrian Jackson (en) : basse
- Bill Law : batterie
- Keith Appleton et Mags : clavier
- Michelle Richfield : chœur sur Heroin Chic

### Production
- Arrangements par My Dying Bride
- Produit et mixé par Mags et Calvin Robertshaw
- Conception de Mags, avec l'assistance de James Anderson et Stevie Clow